# Ліпома
Ліпо́ма (від грец. λίπος, жир) — доброякісна пухлина з жирової тканини, іноді множинна. Розвивається у шарі підшкірної пухкої сполучної тканини та може проникнути вглиб між м'язами та судинами до окістя.
Часто зустрічається на спині, шиї та передній черевній стінці; буває різної щільності та розміру (1—3 см у діаметрі, іноді ліпоми можуть вирости за декілька років до 10—20 см та важити 4—5 кг). Порушень функцій організму ліпома, як правило, не викликає; видаляють її з косметичною метою.
Ліпома іноді перероджується в ліпосаркому. Найпоширенішим типом є поверхнева підшкірна ліпома. Приблизно в 1 % людей є ліпоми. Ці новоутворення частіше з'являються у людей середнього віку.

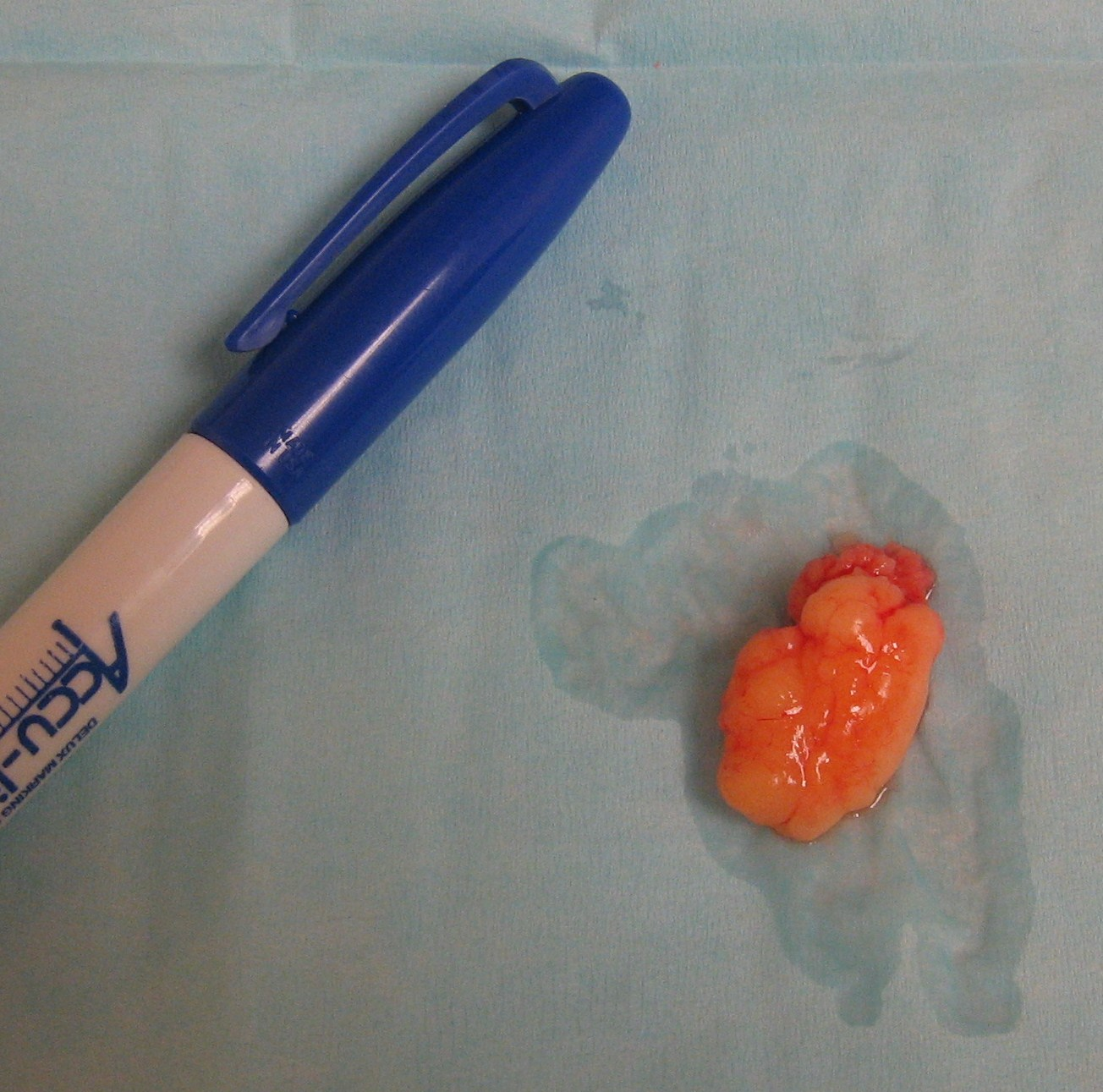
Видалений макропрепарат ліпоми людини.

Ліпоми виникають внаслідок закупорки вихідного отвору протоки сальної залози (атерома), однак достеменні причини цього захворювання не встановлені.

## Класифікація
Розрізняють декілька видів ліпом:
- Кільцеподібна ліпома шиї (лат. lipoma annulare coli) — ліпома, що розташовується навколо шиї, інша назва «Шия Маделунга».
- Деревоподібна ліпома (лат. lipoma arborescens) — ліпома всередині суглоба, яка має деревоподібні відростки.
- Капсульована ліпома (лат. lipoma capsulare) — пухлина як наслідок розростання жирової тканини всередині капсули органу.
- Кавернозна ліпома (лат. lipoma cavernosum) — ліпома з великою кількістю судин (ангіоліпома).
- Дифузна ліпома (лат. lipoma diffusum) — ліпома без з'єднувально-тканинної оболонки.
- Болісна ліпома (лат. lipoma dolorosa) — різновид ліпоматозу, тобто множинних ліпом.
- Фіброзна ліпома (лат. lipoma fibrosum) — щільна ліпома з розростанням фіброзної тканини.
- Осификована ліпома (лат. lipoma ossificans) — ліпома з розвитком кісткової тканини всередині пухлини.
- Петрифікована ліпома (лат. lipoma petrificans) — щільна ліпома з відкладенням кальцію.
- Ліпома на ніжці (лат. lipoma pendulum) — підшкірна ліпома, яка довгий час міститься на шкірній ніжці.
- М'яка ліпома (лат. lipoma molle) — ліпома м'якої консистенції.
- Щільна ліпома (лат. lipoma durum) — ліпома з вираженим розвитком з'єднувальної тканини.